# Zdzisław Marchwicki (1927–1977)
Zdzisław Marchwicki (ur. 18 października 1927 w Dąbrowie Górniczej, zm. 26 kwietnia 1977 w Katowicach) – polski domniemany seryjny morderca, skazany na karę śmierci za zabójstwa 14 kobiet i usiłowanie zabójstwa kolejnych 7. 
Marchwicki został uznany przez sąd za Wampira z Zagłębia, który działał w tych okolicach od listopada 1964 do marca 1970. Przez cały ten okres trwało żmudne, trudne śledztwo. Z uwagi na fakt, iż jedną z ofiar była bratanica Edwarda Gierka, śledczy zobligowani byli do znalezienia sprawcy za wszelką cenę. Ofiary miały od 16 do 57 lat. W jednym dniu (15 czerwca 1966) miał dokonać dwóch napadów na kobiety, z których jeden skończył się śmiercią ofiary.
Działalność Wampira rozpoczęła się 7 listopada 1964, gdy w Dąbrówce Małej doszło do zabójstwa pierwszej ofiary – Anny Mycek. Od tego momentu do 1970 doszło do 21 napadów przypisywanych jednemu sprawcy, w tym 14 śmiertelnych. Sposób postępowania sprawcy był zawsze taki sam: szedł za upatrzoną ofiarą, podbiegał do niej z tyłu, a następnie uderzał w głowę ciężkim tępym przedmiotem. Gdy ofiara upadła, bił ją wielokrotnie, powodując zgon, po czym, w niektórych przypadkach, dokonywał czynności seksualnych z denatką. Nigdy nie doszło do gwałtu, nie znaleziono również nasienia sprawcy. Niektóre ofiary obnażał, jednej wyciął kawałek wzgórka łonowego.
W dwudziestu przypadkach sprawca uderzał z lewej strony. W ostatnim napadzie sprawca uderzał z prawej strony. Dodatkowo w dwóch ostatnich przypadkach zmienił narzędzie zbrodni, rany na ciele ofiar miały inny kształt.

## O ofiarach
W Komendzie Wojewódzkiej Milicji Obywatelskiej w Katowicach po upewnieniu się, że mają do czynienia z seryjnym zabójcą po sprawach z lipca i sierpnia 1965 powołano, w celu złapania Wampira, specjalną grupę o nazwie „Zagłębie”. W listopadzie 1966 zmienioną jej nazwę na „Anna” od imienia pierwszej ofiary. Naczelnikiem grupy został kapitan Jerzy Gruba.
Do sprawy „Anna” zaliczono dwadzieścia jeden przypadków:
| Lp. | Nazwisko             | Data                 | Miejsce              | Uwagi                                                         |
| --- | -------------------- | -------------------- | -------------------- | ------------------------------------------------------------- |
| 1.  | Anna Mycek           | 7 listopada 1964     | Katowice             | śmiertelny                                                    |
| 2.  | Ewa Pakan            | 20 stycznia 1965     | Czeladź              | śmiertelny                                                    |
| 3.  | Lidia Nowacka        | 17 marca 1965        | Będzin               | śmiertelny                                                    |
| 4.  | Irena Szymańska      | 14 maja 1965         | Będzin               | ofiara przeżyła                                               |
| 5.  | Jadwiga Zygmunt      | 22 lipca 1965        | Sosnowiec            | śmiertelny                                                    |
| 6.  | Eleonora Gąsiorowska | 26 lipca 1965        | Będzin               | ofiara przeżyła                                               |
| 7.  | Zofia Wiśniewska     | 4 sierpnia 1965      | Będzin               | ofiara przeżyła                                               |
| 8.  | Maria Błaszczyk      | 15 sierpnia 1965     | Czeladź              | śmiertelny                                                    |
| 9.  | Genowefa Łebek       | 25 sierpnia 1965     | Będzin               | śmiertelny                                                    |
| 10. | Teresa Tosza         | 25 października 1965 | Będzin               | śmiertelny                                                    |
| 11. | Alicja Dubiel        | 28 października 1965 | Sławków              | śmiertelny                                                    |
| 12. | Irena Szrek          | 12 grudnia 1965      | Czeladź              | śmiertelny                                                    |
| 13. | Stanisława Samul     | 19 lutego 1966       | Gródków              | ofiara przeżyła                                               |
| 14. | Genowefa Bijak       | 11 maja 1966         | Będzin               | śmiertelny                                                    |
| 15. | Maria Gomółka        | 15 czerwca 1966      | Sosnowiec            | śmiertelny                                                    |
| 16. | Julianna Kozierska   | 15 czerwca 1966      | Będzin               | ofiara przeżyła                                               |
| 17. | Jolanta Gierek       | 11 października 1966 | Będzin               | śmiertelny                                                    |
| 18. | Zofia Kawka          | 15 czerwca 1967      | Będzin               | śmiertelny                                                    |
| 19. | Zofia Garbacz        | 3 października 1967  | Wojkowice            | śmiertelny                                                    |
| 20. | Jadwiga Sąsiek       | 3 października 1968  | Sosnowiec            | śmiertelny                                                    |
| 21. | Jadwiga Kucianka     | 4 marca 1970         | Siemianowice Śląskie | śmiertelny, udział osób trzecich, cios zadany z prawej strony |

Największa aktywność Wampira przypadła na rok 1965. Mimo że prasa nie pisała o kolejnych zabójstwach, w społeczeństwie pojawiła się panika. Szerzyła się plotka, że celem Wampira było zabicie tysiąca kobiet na tysiąclecie państwa polskiego, co miało dodatkowo unaocznić społeczeństwu nieudolność władz, niezdolnych do schwytania mordercy. Kobiety bały się chodzić same wieczorami, a ich mężowie lub bracia zaczęli je eskortować w drodze do domu. Służby „na wabia” wystawiały milicjantki w odludne miejsca. Przełomem w sprawie było wydobycie z Przemszy zwłok 18-letniej Jolanty Gierek, bratanicy Edwarda Gierka, ówczesnego I sekretarza Komitetu Wojewódzkiego Polskiej Zjednoczonej Partii Robotniczej. Wtedy sprawa nabrała rozmachu. W 1968 wyznaczono ogromną jak na ówczesne czasy nagrodę w wysokości 1 miliona złotych dla tego, kto wskaże zabójcę. Do Milicji Obywatelskiej zaczęły docierać liczne donosy. Stworzono model hipotetyczny zawierający 483 cechy fizyczne i psychiczne, które miał posiadać Wampir. Na jego podstawie oraz donosów wyłoniono grupę ponad 267 podejrzanych (wśród nich był Zdzisław Marchwicki, miał on 56 cech osobowościowych wspólnych z przygotowanym przez specjalistów profilem).
Śledczy brali pod uwagę również polityczne, antypaństwowe pobudki sprawcy; jedna z ofiar zginęła 22 lipca (w dniu ówczesnego Narodowego Święta Odrodzenia Polski), dwie ofiary zginęły w dniach poprzedzających święto milicji, zginęła bratanica Edwarda Gierka oraz osoba o nazwisku Gomółka, bardzo bliskim nazwisku Władysława Gomułki, I sekretarza KC PZPR. Z kolei jedna z ofiar – Jadwiga Sąsiek – miała w rodzinie dwóch komendantów milicji, a jej brat był dyżurnym na komisariacie w Będzinie.

## Śledztwo i proces
Do ostatniego morderstwa doszło 4 marca 1970. Do bycia Wampirem podczas przesłuchania przyznał się Piotr Olszowy – chory psychicznie rzemieślnik z Sosnowca. Został on jednak wypuszczony wobec braku wystarczających dowodów. W nocy z 14 na 15 marca 1970 popełnił samobójstwo w podpalonym domu, wcześniej zabił żonę i dzieci. 11 marca 1970 milicja otrzymała anonimowy list o treści: „to było już ostatnie morderstwo, więcej już nie będzie i nigdy mnie nie złapiecie”.
„Olszowy był malarzem pokojowym, jeździł syrenką, co nie było bez znaczenia, bo wampir bardzo szybko oddalał się z miejsca zbrodni; a jednego dnia w ciągu półtorej godziny, zaatakował dwie kobiety w odległych miejscowościach. Morderstwa w większości były tak brutalne, że ofiary mocno krwawiły. Stawiano wówczas pytania, czy wampir nie używa jakiegoś kombinezonu. Trudno sobie bowiem wyobrazić, aby zakrwawiony wsiadał do tramwaju lub autobusu. Morderca nie nosił rękawiczek, zostawiał po sobie krwawe odciski palców. Nie były to jednak linie papilarne Zdzisława Marchwickiego. Z uwagi na specjalnie wywołany pożar, który zatarł w domu wszelkie ślady, ze zwęglonych zwłok nie można było pobrać odcisków palców”. Dlatego też do dziś nie wiadomo, czy były to odciski Piotra Olszowego.
Blisko dwa lata później, 6 stycznia 1972 w Dąbrowie Górniczej, Marchwicki został aresztowany po tym, jak jego żona złożyła zawiadomienie do Milicji Obywatelskiej o znęcaniu się nad nią i dziećmi. W maju 1972 aresztowani zostali bracia Zdzisława: Jan i Henryk. Ich siostra Halina Flak została aresztowana w lipcu 1972, a jej syn Zdzisław Flak w listopadzie 1972. Ostatniego aresztowania dokonano w grudniu 1972, osobą tą był kochanek Jana Marchwickiego – Józef Klimczak.
Śledztwo w sprawie Wampira trwało ponad 2 lata, akta sprawy obejmowały ponad 166 tomów. Proces poszlakowy rozpoczął się 18 września 1974 w Klubie Fabrycznym Zakładów Cynkowych „Silesia” w Katowicach. Miał być pokazowy i tak też się stało. Cieszył się dużym zainteresowaniem; wejście na salę umożliwiała tylko specjalna wejściówka. Rozprawie przewodniczył sędzia Władysław Ochman, oskarżycielami byli Józef Gurgul i Zenon Kopiński. Obrońcami Marchwickiego zostali znani adwokaci: mec. Bolesław Andrysiak oraz mec. Mieczysław Frelich. 28 lipca 1975 Sąd Wojewódzki w Katowicach uznał Zdzisława Marchwickiego za winnego popełnienia zarzucanych mu czynów (zabójstwa 14 kobiet i usiłowanie zabójstwa kolejnych 6) i skazał go na karę śmierci. Rada Państwa Polskiej Rzeczypospolitej Ludowej nie skorzystała z prawa łaski. Wyrok wykonano w Areszcie Śledczym w Katowicach. Marchwickiego pochowano jako NN na cmentarzu w Katowicach Panewnikach, kwatera XXXII (obecnie nie istnieje), grób 39. Godzina pochówku 22:00. W sąsiedniej kwaterze nr 38 pochowany został w 1968 inny seryjny morderca Bogdan Arnold.

## Bracia Zdzisława Marchwickiego
Dwóch braci Zdzisława – Jana i Henryka – oskarżono o udział w morderstwie Jadwigi Kucianki.
Jan Marchwicki (ur. 22 marca 1929 zm. 26 kwietnia 1977) został skazany na karę śmierci za kierowniczą rolę w tej zbrodni. Stracono go 26 kwietnia 1977 w garażu milicyjnym w Katowicach, godzinę po Zdzisławie. Niedoszły ksiądz, studiował w Niższym Seminarium Duchownym w Poznaniu, a potem prawie trzy lata w Wyższym Seminarium w Krakowie, został wyrzucony z seminarium za „skłonności homoseksualne”. Jan wcześniej był już trzy razy skazany – za handel walutą otrzymał 4 lata i 6 miesięcy, za przyjęcie łapówek na 12 lat oraz za nielegalny druk bezdebitowych materiałów religijnych na 3 lata. Z dokumentów IPN wynika, że Jan od 1962 był agentem SB o ps. „Janusz”. W czasie współpracy donosił na księży. W późniejszym okresie został kierownikiem dziekanatu Wydziału Prawa i Administracji na Uniwersytecie Śląskim, gdzie czerpał zyski z łapówek za załatwianie miejsc na wydziale dzieciom osób zamożnych i wpływowych. Miał ogromną wiedzę o nieformalnych stosunkach panujących na uczelni i w mieście. Skazano go na karę śmierci za zlecenie i kierowanie zabójstwem Jadwigi Kucianki, namawianie do zabójstwa Henryki U., czyny lubieżne z małoletnim oraz namawianie do zaboru mienia społecznego. Pochowano go jako NN na cmentarzu w Katowicach Panewnikach, kwatera XXXII (obecnie nie istnieje), grób 40. Godzina pochówku 22:00.
Henryk Marchwicki (ur. 1930, zm. 1998) został skazany na karę 25 lat pozbawienia wolności. Podczas pobytu w więzieniu milicja szykanowała rodzinę Henryka, żądając od żony rozwodu i zmiany nazwiska, strasząc więzieniem i zamknięciem dzieci w domu dziecka. W czasie pobytu w zakładzie karnym rozpoczął walkę o oczyszczenie siebie i braci z zarzutów, kontynuował ją również po wyjściu na wolność (zakład karny opuścił w listopadzie 1992). W 1998 zmarł w niewyjaśnionych okolicznościach. Jako oficjalną przyczynę jego śmierci podano upadek ze schodów: „Henryk spadł ze schodów i złamał kręgosłup. Wstał, wszedł z powrotem na pierwsze piętro, położył się do łóżka i umarł. Sekcja zwłok wykazała, że był pijany”. Śledztwo w tej sprawie zostało umorzone.

## Pozostali skazani
Halina Flak skazana na cztery lata, została zwolniona po ogłoszeniu wyroku. Zaliczono jej okres spędzony w areszcie śledczym. Objęła ją też amnestia.
Zdzisław Flak, syn Haliny został oskarżony o kradzież części samochodowych z FSM i skazany na cztery lata więzienia.
Józef Klimczak otrzymał karę dwunastu lat więzienia. Wypuszczono go w lutym 1982 z powodu braku miejsc w więzieniach dla internowanych. Zamieszkał w dużym mieście na północy Polski. Nie wyjechał do Szwecji, jak podaje wiele innych źródeł. Ożenił się i ma dziecko. Z akt IPN wynika, że SB nie zapomniało o nim i szantażując ujawnieniem przeszłości, pozyskało go do współpracy pod pseudonimem „Jastrząb”. W czasie współpracy przekazał jedną ogólną notatkę i potem kategorycznie odmawiał dalszej współpracy.

## Wydźwięk po latach
Pozostaje wiele niejasności w sprawie prawdziwej tożsamości Wampira. Telewizja Polska wyprodukowała serial Paragraf 148 – Kara śmierci, w którym (odcinek Wampir z Katowic) przedstawiono Marchwickiego jako niewinnego stawianych mu zarzutów morderstw. Film zawiera opinie ówczesnych oficerów milicji i prawników, prezentuje proces sądowy jako medialną farsę. Reżyserem serialu był Maciej Żurawski. W podobnym tonie wypowiada się Maciej Pieprzyca w swoim filmie dokumentalnym z 1998 pod tytułem Jestem mordercą..., w którym postawił hipotezę o jego niewinności (nie mylić z filmem fabularnym Macieja Pieprzycy z 2016).
W latach dziewięćdziesiątych pojawiły się informacje podważające rzetelność sądu. Zwrócono uwagę na fakt, iż Zdzisław Marchwicki nie przyznał się do winy, a wskazanie sprawcy odbyło się jedynie dzięki wytypowaniu osób odpowiadających profilowi psychologicznemu przestępcy. Zeznania dzieci Marchwickiego, które go obciążały, okazały się wymuszone przez matkę. Duży pejcz do praktyk BDSM, będący w posiadaniu Zdzisława Marchwickiego i uznany za narzędzie zbrodni,  zdaniem części ekspertów kryminalistyki był zbyt miękki, aby zadać tak dotkliwe obrażenia głowy, jakie odniosły ofiary, zaś sprawca posługiwał się prawdopodobnie łomem lub żelaznym prętem. Marchwicki – w przeciwieństwie do Olszowego – nie pasował do charakterystyki sprawcy sporządzonej przez współpracującego z milicją amerykańskiego profilera z FBI. Wiele dowodów nie wskazywało bezpośrednio na Marchwickiego, jednak oskarżenie interpretowało je w taki sposób, aby obciążały Marchwickiego. Nieprawdą okazały się twierdzenia, jakoby Marchwickiego wytypował jednoznacznie komputer Odra – nie dysponował on takimi możliwościami, co rodzi przypuszczenia, że twierdzenie to było milicyjnym blefem. Ówczesnym władzom bardzo zależało na wykryciu i skazaniu sprawców, m.in. dlatego, że jedna z ofiar Wampira była spokrewniona z ówczesnym I Sekretarzem Komitetu Wojewódzkiego Polskiej Zjednoczonej Partii Robotniczej w Katowicach – Edwardem Gierkiem. Prawdopodobną wersję wydarzeń, jakoby morderstw dokonał inny przestępca (popełnił samobójstwo przez samospalenie) odrzucono, gdyż chciano pokazać sprawcę, któremu można by wytoczyć proces. Sprawa nadal budzi kontrowersje.
Zdaniem części badaczy i publicystów zajmujących się tematem (m.in. Przemysława Semczuka, autora wielokrotnie nagradzanego opracowania Wampir z Zagłębia, Macieja Pieprzycy – autora filmu Jestem mordercą, Marcina Myszki czy Tomasza Ławnickiego) Marchwicki był niewinny, zaś oskarżenie go miałoby być działaniem milicji podjętym pod naciskiem władz centralnych PRL oraz w celu uspokojenia nastrojów społecznych i zakończenia społecznych niepokojów wywołanych działalnością Wampira. Pierwszy prokurator prowadzący śledztwo – Leszek Polański – odmówił oskarżenia Marchwickiego, wskutek czego został odsunięty od śledztwa, które przejął prokurator Gurgul. Wątpliwości miało także wielu milicjantów z prowadzącej śledztwo specjalnie powołanej w celu złapania wampira grupy „Anna”. O niewinności przekonują również dzieci Marchwickiego, które po latach przyznały, że zeznania obciążające ojca w trakcie procesu wymusiła na nich matka.

## Wampirw kulturze
Postać Wampira z Zagłębia pojawiła się w kilku książkach i filmach.
- W 1981 film „Anna” i wampir Janusza Kidawy (w roli Marchwickiego Mirosław Krawczyk)
- W 1977 ukazała się fabularyzowana powieść Tadeusza Wielgolawskiego Na tropach zabójcy
- W 2004 miała premierę sztuka Teatru Telewizji Wampir, ukazująca kulisy śledztwa w sprawie Wampira z Zagłębia (autor sztuki Wojciech Tomczyk podważa wersję mówiącą o winie Marchwickiego[15]).
- W 2006 została wyemitowana 3-częściowa opowieść Tryptyk śląski w serialu Kryminalni, opierająca się o przeszłość Zdzisława Marchwickiego oraz film telewizyjny Kryminalni: Misja śląska.
- W 2009 ukazała się powieść Marka Krajewskiego i Mariusza Czubaja Róże cmentarne w pewnym stopniu nawiązująca do sprawy Zdzisława Marchwickiego.
- W Psach Władysława Pasikowskiego z 1992 Waldek Morawiec ps. „Nowy” (grany przez Cezarego Pazurę) mówi, że to jego ojciec schwytał Marchwickiego.
- W filmie Układ zamknięty Ryszarda Bugajskiego z 2013 prokurator Andrzej Kostrzewa (grany przez Janusza Gajosa) wspomina, że w młodości pracował przy procesie Marchwickiego.
- Film z 2016 Jestem mordercą Macieja Pieprzycy[16] inspirowany jest historią Zdzisława Marchwickiego[17].
- W 2019 roku ukazała się powieść kryminalna pt. Gwiazdy Oriona, częściowo inspirowana historią Zdzisława Marchwickiego.